# Quarcio du Chene
Quarcio du Chene, född 20 februari 2004 i Schweiz, är en varmblodig travhäst. Han kördes av Björn Goop och tränades av Björn och Olle Goop.
Quarcio du Chene tävlade åren 2007–2015 och sprang in 10,2 miljoner kronor på 69 starter varav 22 segrar, 10 andraplatser och 8 tredjeplatser. Han inledde karriären i juni 2007 med sju raka segrar i sina sju första felfria (utan galopp) starter. Bland hans främsta meriter räknas segrarna i Eskilstuna Fyraåringstest (2008), Prix Doynel de Saint-Quentin (2009), Europamatchen (2009), Finlandialoppet (2010), Gulddivisionens final (dec 2011, feb 2012) och C.L. Müllers Memorial (2012). Han tog även andraplatser i lopp som Prix Marcel Laurent (2009), Prix Ténor de Baune (2010), Oslo Grand Prix (2012), Årjängs Stora Sprinterlopp (2012) och tredjeplatser i Jubileumspokalen (2009), Copenhagen Cup (2009, 2012), UET Trotting Masters (2012), Prix d'Été (2012).